# منطقة الهندي-الهادئ

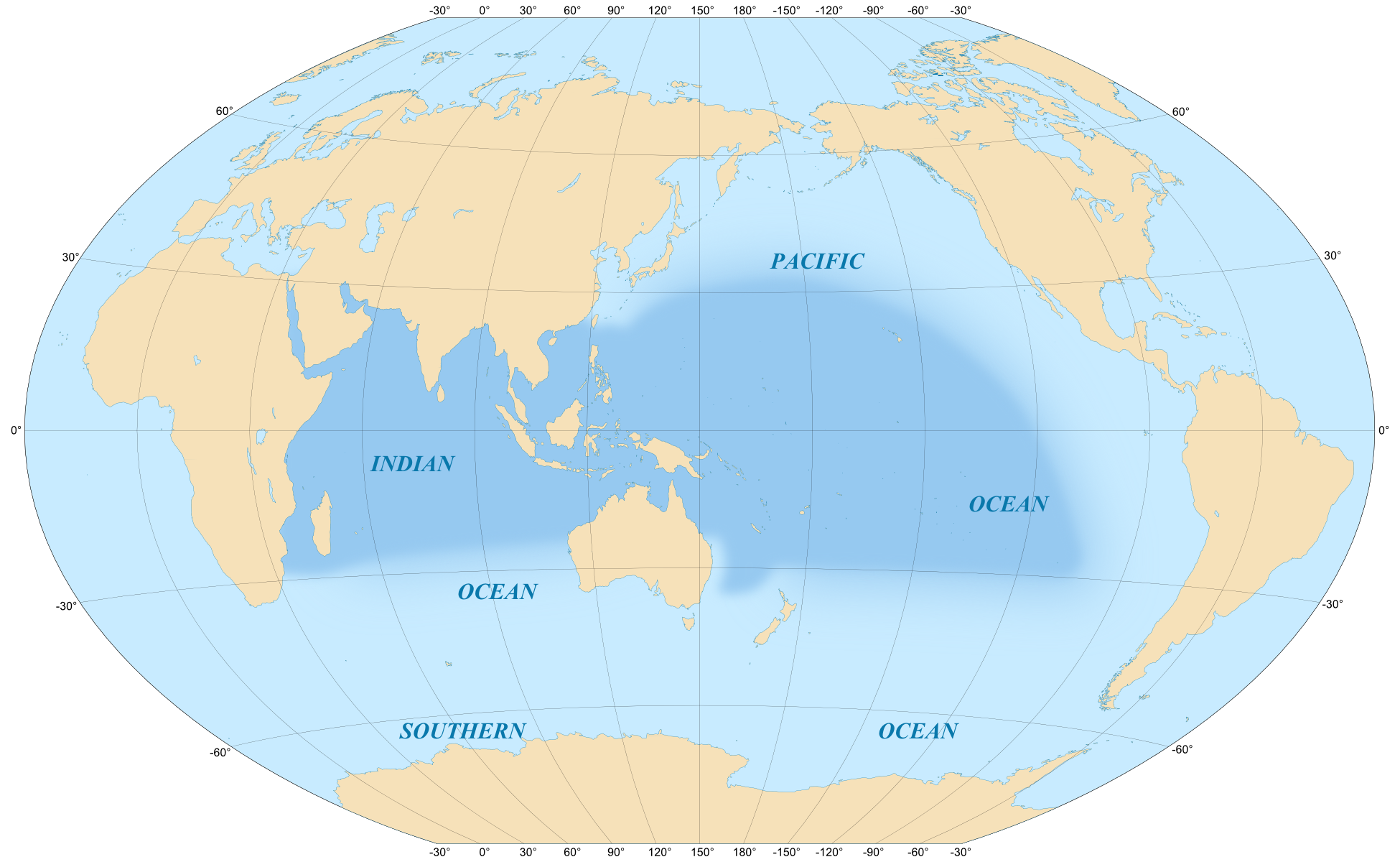
مساحة مغطاة بمنطقة المحيط الهادئ الهندي البيوجغرافية

منطقة المحيط الهادئ الهندي، وفي بعض الأحيان تُعرف بمنطقة المحيط الهادئ الغربي الهندي، هي منطقة بيوجفرافية لبحار الكرة الأرضية، وهي تتألف من المياه الاستوائية للمحيط الهندي والمنطقة المركزية والغربية من المحيط الهادئ، وتعمل البحار على تجميع المحيطين في منطقة عامة من إندونيسيا. ولا تشمل هذه المنطقة أية مناطق معتدلة أو مناطق قطبية من المحيطين الهادئ والهندي، ولا تشمل كذلك مناطق استوائية شرقية من المحيط الهادئ، بالإضافة أنه يوجد على طول ساحل المحيط الهادئ في الأمريكتين عالم الأحياء البحرية.
ويعد هذا المصطلح مفيدًا بشكل خاص في علم الأحياء البحرية وعلم الأسماك وفي المجالات المشابهة، وذلك منذ أن ارتبط العديد من المواطن البحرية بشكل دائم، بداية من مدغشقر إلى اليابان وأوقيانوسيا، وهناك العديد من الأنواع التي توجد في هذا النطاق، ولكن لم يتم العثور عليها في المحيط الأطلسي.
وهذه المنطقة بها ثراء استثنائي من أنواع كثيرة مختلفة، حيث تشمل 3000 نوع من الأسماك، بالمقارنة مع المنطقة المقابلة لها في غرب المحيط الأطلسي التي تليها في الثراء وتحتوي على ما يقارب 1200 نوع، وما يقارب 500 نوع من هياكل الشعاب المرجانية، مقارنة بما يقارب 50 نوعًا في المنطقة الغربية للمحيط الأطلسي.

## التقسيمات الفرعية
يقسم الصندوق العالمي للطبيعة (WWF) ومنظمة المحافظة على الطبيعة المحيط الهادي والهندي إلى ثلاثة عوالم (أو عوالم فرعية)، وتُقسم هذه العوالم إلى عدد من المناطق البحرية.

### المنطقة الغربية من المحيط الهادي والهندي
تغطي المنطقة الغربية من المحيطين الهادي والهندي الأجزاء المركزية والغربية من المحيط الهندي، التي تشمل الساحل الشرقي لأفريقيا، والبحر الأحمر، وخليج عدن، والخليج العربي، والبحر العربي، وخليج البنغال، وبحر أندامان، وكذلك المياه الساحلية المحيطة بمدغشقر، وسيشيل، وجزر القمر، وجزر مسكارن، وجزر المالديف، وأرخبيل تشاغوس.

### المنطقة المركزية من المحيط الهادي والهندي
تشمل المنطقة المركزية للمحيط الهادي والهندي العديد من البحار ومضائق تربط بين المحيط الهادي والهندي وتشمل بحارًا محاطة بالأرخبيل الإندونيسي (باستثناء الساحل الشمالي الشرقي لسومطرة، الذي يعد جزءًا من المنطقة الغربية (للمحيطين الهادي والهندي)، كما تشمل البحر الجنوبي الصيني، وبحر الفيليبين، والساحل الشمالي لأستراليا، والبحار المحيطة بغينيا الجديدة، والمناطق المركزية والغربية لميكرونيزيا، وكاليدونيا الجديدة، وجزر سليمان، وفانوأوتو، وفيجي، وتونغا. وتمتلك المنطقة المركزية للمحيطين الهادي والهندي أكبر تنوع من الشعاب المرجانية وأشجار المانغروف وهذا يرجع إلى أن جزءًا من موقعها المركزي يجمع المحيطين.

### المنطقة الشرقية من المحيط الهادي والهندي
تحيط المنطقة الشرقية للمحيطين الهادي والهندي بأغلب الجزر البركانية الموجودة في المنطقة المركزية للمحيط الهادي، التي تمتد من جزر المارشال عبر المناطق المركزية والجنوبية الشرقية لبولينيزيا وتمتد إلى الجزيرة الشرقية وهاواي.

### السياق الإستراتيجي/ الجغرافي السياسي
منذ عام 2011، يتم استخدام مصطلح المحيطين الهادي والهندي بشكل متزايد في الحوار السياسي الجغرافي والإستراتيجي العالمي. وظهر أول استخدام لهذا المصطلح في مقال تم نشره في عدد يناير 2007، وكان هذا في جريدة التحليل الإستراتيجي (وتسمى روتلدج/ أي دي إس أيه) وكان هذا المقال يحمل عنوان 'أمن الخطوط البحرية: آفاق التعاون بين الهند واليابان'. وفي هذا المقال، يشير مصطلح المحيطين الهادي والهندي إلى المجال والحيز البحري الذي يضم المحيط الهندي والمنطقة الغربية من المحيط الهادي. وهذا المجال يطل على دول آسيا (التي تشمل غرب آسيا والشرق الأوسط) وعلى المناطق الشرقية لأفريقيا.